# Holca proxima
Holca proxima är en insektsart som beskrevs av Ludwig Redtenbacher 1906. Holca proxima ingår i släktet Holca och familjen Pseudophasmatidae. Inga underarter finns listade i Catalogue of Life.